# Jay Weinberg
Jay Bradley Weinberg (Middletown, 8 de setembro de 1990) é um baterista norte-americano, mais conhecido por ser ex-baterista da banda de nu metal Slipknot. Ele é filho do baterista Max Weinberg, conhecido por ser o baterista de longa data do Bruce Springsteen. Ele tocou com a banda de punk rock Reveling e em 2009 fez uma turnê como baterista da E Street Band, substituindo seu pai. Em 2010, ele tocou brevemente como baterista do Madball. Durante 2011 e 2012, Weinberg tocou no Against Me!. Em 2014, Weinberg substituiu Joey Jordison como baterista do Slipknot, e permaneceu na banda até sua demissão em novembro de 2023. Em 2024, Weinberg foi anunciado como o novo baterista do Infectious Grooves e Suicidal Tendencies, substituindo Brooks Wackerman e Greyson Nekrutman, respectivamente.

## Infância e educação
Weinberg é filho do baterista Max Weinberg, conhecido por seu trabalho como baterista da E Street Band desde 1975; sua mãe, Rebecca Schick, é uma ex-professora. Ele cresceu na cidade de Middletown, em Nova Jérsia. Quando criança, ele jogou hóquei no gelo como goleiro. Aos 9 anos, ele viu a E Street Band tocar pela primeira vez em sua turnê de 1999-2000, além de shows subsequentes, especialmente na Europa. Na mesma época, seu pai o levou ao Ozzfest para ver o Slipknot, o que acabou dando-lhe uma forte afinidade pelo heavy metal e outros gêneros musicais pesados; seu pai também o expôs a uma grande variedade de gêneros musicais fora do rock. Ele começou a tocar guitarra aos 9 anos e baixo por volta dos 12 ou 13 anos. Weinberg então começou a tocar bateria aos 14 anos; ele chegou a receber algumas aulas de seu pai, mas passou grande parte do tempo estudando de forma autodidata. No ano seguinte, ele fez uma aparição especial no palco com a banda The Used e posteriormente com a banda The Bouncing Souls. Posteriormente, ele estudou na Rumson-Fair Haven Regional High School, onde jogou no time de hóquei e tocou em uma banda chamada Sadie Mae até se formar em 2008.
Em agosto de 2008, ele se juntou à banda nova-iorquina Reveiling, tocando para pequenos públicos em locais como boates e várias outras localidades em Brooklyn. Em 2014, Weinberg se formou na Stevens Institute of Technology em Nova Jérsia.

## Carreira

### E Street Band (2008–2009)

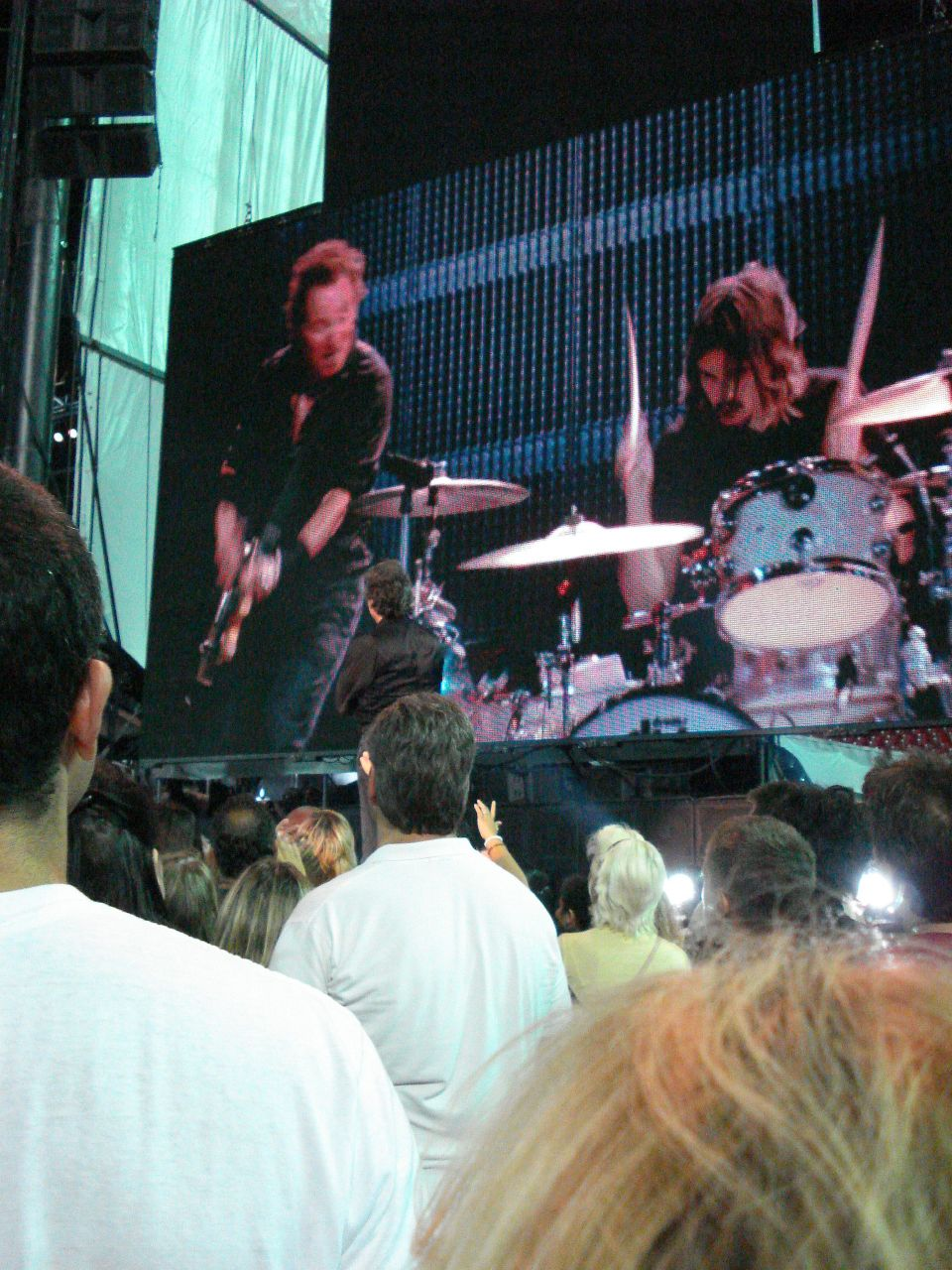
Max Weinberg (em pé na frente do palco, de camisa preta) observando Jay no telão durante a música "Born to Run" em 2008.

A primeira aparição de Jay Weinberg com Springsteen ocorreu no verão de 2008, quando ele substituiu seu pai durante a música "Born to Run" no Giants Stadium. A turnê "Working on a Dream" em 2009 virou um problema para Max Weinberg, uma vez que ele também era o líder da banda que tocava no Late-night talk show The Tonight Show with Conan O'Brien em Los Angeles, e os trabalhos iniciariam com a turnê da E Street Band ainda em andamento, causando conflitos de agenda. O empresário de Springsteen, Jon Landau, enxergou Jay como a "arma secreta" para substituir seu pai sem desagradar os fãs. Tanto Landau quanto o guitarrista da E Street, Steve Van Zandt, atribuíram as habilidades de Jay na bateria a um "dom genético".
Com o início da turnê em abril de 2009, Weinberg passou a maior parte do tempo tocando parte do set list dos shows. Ele recebeu uma reação muito positiva do público e dos críticos, que o consideraram uma "vela de ignição" revigorante para uma banda muito mais velha, chegando a ser comparado com Dave Grohl. Ele começou a fazer shows completos em meados de maio de 2009 durante a primeira etapa da turnê americana, quando seu pai foi para a Califórnia se preparar para o início do The Tonight Show. Uma publicação da revista Modern Drummer comentou que ver um calouro universitário tocar em uma das maiores turnês de rock do ano "é certamente uma história única". Weinberg tocou em várias datas no início da segunda etapa da turnê europeia, incluindo o Festival Pinkpop em Landgraaf, nos Países Baixos, além de Bonnaroo, em Manchester, Tennessee. Ele também tocou em algumas datas da terceira e última etapa americana. Quando sua presença não era necessária na turnê, ele voltava a tocar na banda Reveling, muitas vezes diante de públicos três vezes menores; ao comentar sobre essa diferença, ele disse: "Gostei da dualidade de tudo isto...gosto de fazer isso tanto quanto gosto de fazer aquilo".
No dia 22 de junho de 2024, Weinberg fez uma aparição surpresa na bateria e tocou a música "Radio Nowhere" durante um show da E Street Band em Barcelona, na Espanha, durante a turnê de 2023-2024.

### Madball (2010)
Em fevereiro de 2010, Weinberg começou a tocar com o Madball, uma banda de hardcore situada em Nova Iorque. Em junho daquele ano, foi anunciado que ele participaria da composição do álbum Empire, além da turnê que estava por vir. No entanto, em setembro de 2010, a banda o demitiu, com o vocalista Freddy Cricien dizendo: "Estou deixando o Jay ir porque sinto que ele não representa bem a banda em termos de caráter". Em resposta, Weinberg disse que já havia deixado a banda antes e que "embora eu realmente gostasse de tocar as músicas, não concordo com a escolha de hábitos e estilo de vida deles. Em agosto passado, durante uma turnê pela Europa, casos perturbadores que ocorreram dentro da banda me indicaram que era hora de seguir em frente". Apesar disto, Weinberg disse que ele e a banda deveriam estar orgulhosos do álbum Empire.

### Against Me! (2010–2012)
Em novembro de 2010, foi anunciado que Weinberg tocaria com a banda de punk rock Against Me! em seus próximos shows de 2011, substituindo temporariamente o baterista George Rebelo enquanto ele tocava com sua outra banda, Hot Water Music. Conforme o ano de 2011 foi passando, sua vaga como baterista da banda parecia ter se tornado permanente. No final de 2011, o Against Me! iniciou as gravações de seu primeiro álbum com Weinberg na bateria. No entanto, em dezembro de 2012, Weinberg anunciou via Twitter, sem notificar os outros membros de antemão, que estava deixando a banda. Na carta publicada, ele desejou boa sorte à banda, com os três membros respondendo o tuíte com fotos de uma caixa de ritmos.

### Slipknot (2014–2023)

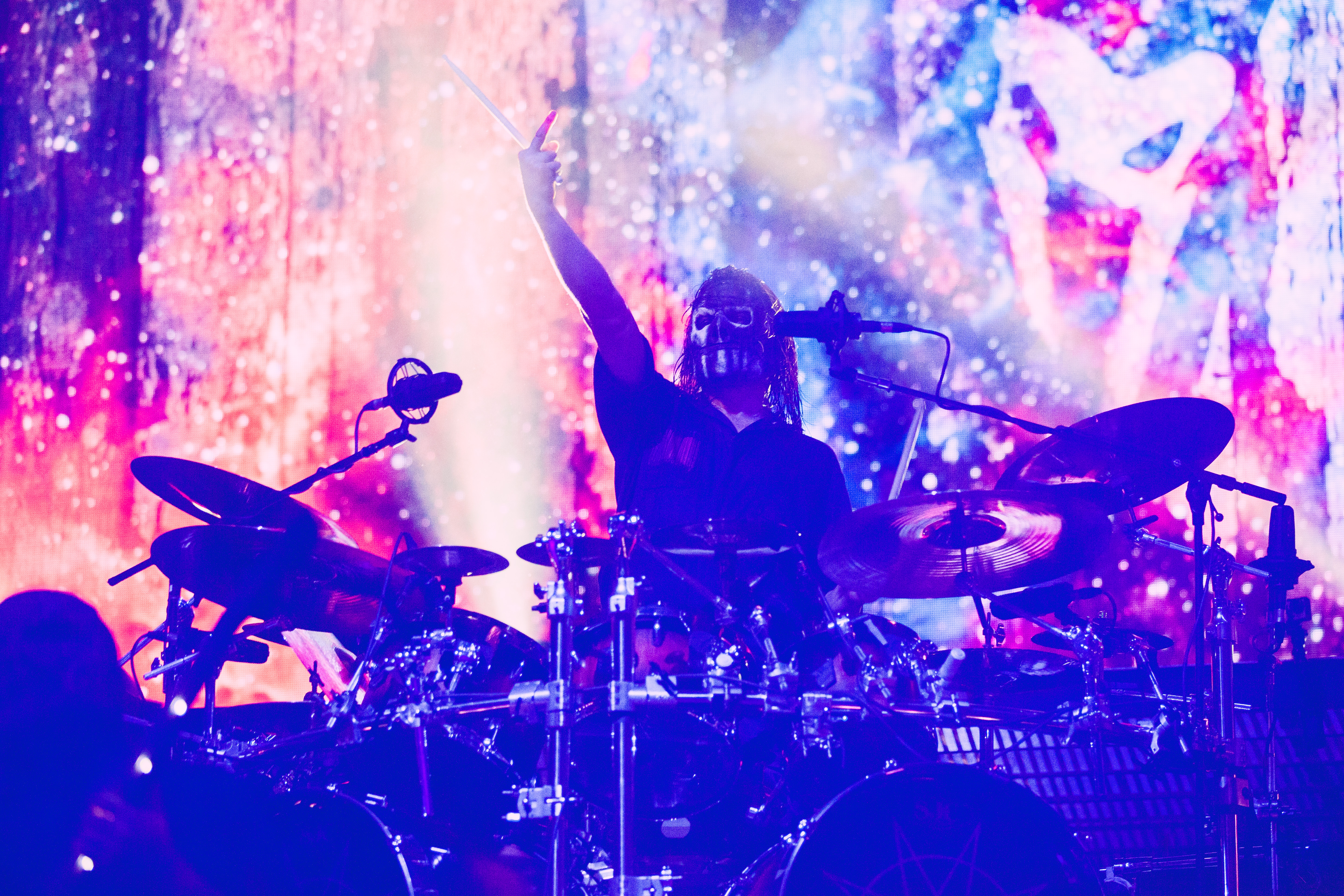
Weinberg performando com o Slipknot em 2016.

Em 2014, Weinberg se tornou o novo baterista do Slipknot após a saída de Joey Jordison no final de 2013. De início, a banda não revelou oficialmente a identidade de seu novo baterista e baixista, preferindo manter suas identidades em segredo, uma vez que eles ainda não eram membros fixos na época. Weinberg era fã da banda desde a infância, isso fez com que ele se motivasse para "provar seu valor" ao restante dos membros. No entanto, um ex-técnico de bateria demitido pela banda publicou uma foto de uma lista de bastidores com os nomes de todos os integrantes, e nela constava o nome de Weinberg na bateria e Alessandro Venturella no baixo. Weinberg foi confirmado oficialmente como o novo baterista por Jim Root durante uma entrevista com a Ultimate Guitar no dia 13 de maio de 2015.
No dia 5 de novembro de 2023, o Slipknot publicou um comunicado no Instagram anunciando a saída de Weinberg, como parte de uma "decisão criativa". Weinberg disse mais tarde que foi "pego de surpresa" e que ficou "de coração partido" por ter sido demitido. Weinberg foi substituído em 2024 pelo baterista brasileiro Eloy Casagrande, ex-Sepultura.

### Infectious Grooves e Suicidal Tendencies (2024-presente)
Em janeiro de 2024, Weinberg se juntou à banda Infectious Grooves, substituindo Brooks Wackerman. No dia 23 de março de 2024, Weinberg fez seu primeiro show com a banda, que não subia ao palco desde 2019 devido aos compromissos de Wackerman com o Avenged Sevenfold. Após a chegada de Weinberg, a banda entrou em estúdio para gravar uma nova música. A faixa, que foi escrita pelo ex-guitarrista Adam Siegel, marcará o primeiro lançamento da banda com Weinberg na bateria.
Em março de 2024, Weinberg também se juntou ao Suicidal Tendencies, substituindo Greyson Nekrutman, que havia se juntado ao Sepultura após a saída de Eloy Casagrande, que mais tarde seria confirmado como novo baterista do Slipknot no lugar de Weinberg.

## Discografia

### The Reveling
- 2009 - The Reveling
- 2009 - 3D Radio (EP)

### Madball
- 2010 - Empire

### Against Me!
- 2011 - Russian Spies / Occult Enemies (músicas)

### Hesitation Wounds
- 2013 - Hesitation Wounds (EP)
- 2016 - Awake For Everything

### Slipknot
- 2014 - .5: The Gray Chapter
- 2017 - Day of the Gusano: Live in Mexico (álbum ao vivo)
- 2019 - We Are Not Your Kind
- 2022 - The End, So Far
- 2023 - Adderall (EP)